# Clementine von Schuch
Clementine Edle von Schuch, també Clementine von Schuch II (Dresden (Saxònia), 24 de juliol, 1921 - Berlín, 29 de juny, 2014), va ser una cantant de concert i òpera alemanya (soprano), però també va donar parts escrites per a mezzosoprano o contralt.

## Vida i obra
Schuch era filla del violoncel·lista Hans von Schuch (1886–1963) i de la seva dona Valeria Koslerova, ballarina de ballet del "Royal Dresden Ballet Ensemble". Era néta de l'important director d'orquestra de Dresden Ernst von Schuch (1847–1914) i de la seva dona, la cantant de cambra Clementine Von Schuch-Proska (1850–1932). A través de la seva tia materna, Klara (Lala) Koszler (també: Koslerova), va estar emparentada per matrimoni amb Klaus Pringsheim, la germana del qual Katia estava casada amb Thomas Mann.
Clementine von Schuch va rebre la seva formació de la seva tia, la soprano coloratura Liesel von Schuch (1891–1990), a Dresden, després de la qual cosa va tenir lloc el seu primer compromís escènic al Stadttheater Königsberg de 1942 a 1944.
Durant la primera representació d'òpera a Dresden després de la Segona Guerra Mundial, el 10 d'agost de 1945, Clementine von Schuch va interpretar el Cherubino (mezzosoprano) de Les noces de Fígaro de Mozart a la Caseta de Glacisstrasse.
Després de la Segona Guerra Mundial, va aparèixer a l'Òpera Estatal de Dresden de 1945 a 1947, després de la qual cosa va ser contractada a la recentment fundada "Komische Oper" de Berlín el 1947, on va treballar fins als anys seixanta. Va cantar papers mitjans i petits de tots els àmbits de l'òpera, per exemple Mercedes a Carmen de Bizet, Antònia (mezzosoprano) a Tiefland d'Eugen d'Albert, Annina (alto) a Der Rosenkavalier de Richard Strauss, Frugola (alto) a Il tabarro Puccini, Hortense a Die Wirtin von Pinsk de Richard Mohaupt i Sebastian a Was ihr wollt. d'Arthur Kusterer.
El 1968 va interpretar Louise (Alto) a la La Vie parisienne de Jacques Offenbach, amb la Simfònica de Berlín amb Franz Allers i el cor de la "Deutsche Oper Berlin".
L'any 2011, la berlinesa Clementine von Schuch, juntament amb dos cosins, les netes de Schuch Brigitte Bela de Bonn (filla de Käthe von Schuch) i Sabine Lämmel de Saarbrücken, van fundar la fundació familiar "Ernst Edler von Schuch", patrocinada per la ciutat de Dresden. Museu, per construir les herències presentades al Museu de la Ciutat de Dresden pels seus importants avis del seu període creatiu. Tanmateix, aquesta fundació familiar no només pretén documentar el passat, sinó que també vol donar suport als joves talents musicals en el futur.
Schuch va morir el 29 de juny de 2014; deixa enrere una filla. L'enterrament de l'urna va tenir lloc l'agost de 2014 al cementiri de Lichterfelde.